# Quentin Reynolds
Pour les articles homonymes, voir Reynolds.
Quentin Reynolds est un scénariste et acteur américain né le 11 avril 1902 à New York, New York (États-Unis) et mort le 17 mars 1965 à San Francisco,Californie (États-Unis).

## Filmographie

### Comme scénariste
- 1950 : Cassino to Korea : Narrator
- 1940 : London Can Take It!
- 1941 : Christmas Under Fire
- 1944 : Memo for Joe
- 1948 : Appelez nord 777 (Call Northside 777)
- 1948 : The Miracle of the Bells
- 1953 : Mahatma Gandhi- 20th Century Prophet
- 1954 : Halfway to Hell de Robert Snyder

### Comme acteur
- 1940 : The Big Blockade : American Journalist
- 1942 : L'Escadrille des aigles (Eagle Squadron) : Narrator
- 1947 : Les Anneaux d'or (Golden Earrings) : Lui-même
- 1948 : The Miracle of the Bells : Quentin Reynolds (voix)
- 1949 : Ulica Graniczna : Introductory Commentator, US version (voix)
- 1950 : Fifty Years Before Your Eyes : Narrator

## Récompenses et nominations

### Récompenses
- Prix Edgar-Allan-Poe du meilleur scénario en 1949 pour Appelez nord 777.